# Chimo (marcha mora)
Chimo es una marcha mora compuesta por José María Ferrero Pastor.
Esta marcha fue creada en 1964 y estrenada el 27 de agosto de ese año en honor a Joaquín Sanz Aura, siendo un encargo de dos amigos suyos de la comparsa Kábilas de Onteniente.
Chimo es una marcha emblemática, hasta el punto de haberse convertido en himno de fiestas y dar comienzo a las fiestas de Moros y Cristianos de la ciudad de Onteniente interpretada por todas las bandas participantes en la fiesta.